# Poggio Imperiale
Poggio Imperiale es una localidad y comune italiana de la provincia de Foggia, región de Apulia, con 2.842 habitantes.

## Evolución demográfica
| Gráfica de evolución demográfica de Poggio Imperiale entre 1861 y 2001 |
|                                                                        |
| Fuente ISTAT - elaboración gráfica de Wikipedia                        |